# Tricholosporum subporphyrophyllum
Tricholosporum subporphyrophyllum es una especie de hongo de la familia Tricholomataceae. Encontrado en México, la especie fue descrita como nueva para la ciencia en 1975 por el micólogo mexicano Gastón Guzmán.